# Museo archeologico ibleo
Il Museo archeologico ibleo di Ragusa è situato nei pressi di via Roma, attaccato alla testata nord del ponte nuovo. È situato al primo piano del palazzo Mediterraneo, realizzato alla fine degli anni cinquanta. Il museo ospita l'archeologia e la storia antica del territorio della provincia di Ragusa, dal neolitico fino alla tarda antichità.
Di particolare prestigio sono il cosiddetto "Guerriero di Castiglione", esposto nella sezione degli abitati siculi, parte di una necropoli di Kamarina e una delle fornaci per la cottura dell'argilla prelevata dal sito di Scornavacche e rimontata fedelmente all'interno del museo.

## Sezioni
- Le stazioni preistoriche Fontana Nuova
- Greci nella provincia Kamarina, Kasmenai
- Abitati siculi arcaici e classici. Monte Casasia, Licodia Eubea, Castiglione, Hybla Heraia
- Centri ellenistici. Scornavacche, Akrillai
- Insediamenti tardo romani. Kaukana, Grotta delle Trebacche
- Collezioni e acquisti